# Manifestations de 2022 à Ayacucho
Les Manifestations de 2022 à Ayacucho sont un conflit civil entre l'armée péruvienne et des manifestants le 15 décembre 2022 lors des manifestations péruviennes de décembre 2022. Au moins 11 personnes ont été tués et 61 autres ont été blessées au cours de l'événement.

## Contexte

### Tentative d'auto-coup d'État
Pendant les présidences d'Ollanta Humala, Pedro Pablo Kuczynski et Martín Vizcarra, le Congrès de droite dirigé par la fille de l'ancien président péruvien Alberto Fujimori, Keiko Fujimori, a entravé une grande partie des actions menées par les présidents,. Pendant la présidence de Castillo, le Congrès a été dominé par les partis de droite opposés à lui, avec les législateurs tentant de le destituer plusieurs fois en utilisant des avenues politiques. En raison de la formulation de la destitution interprétée au sens large dans la Constitution du Pérou (en) (1993), le Congrès peut destituer le président pour de vagues motifs d'"incapacité morale", rendant effectivement le pouvoir législatif plus puissant que le pouvoir exécutif,,,.
Le 7 décembre 2022, le Congrès devait déposer une motion de censure contre Castillo, l'accusant d'"incapacité morale permanente". Avant que le corps législatif ne puisse se réunir pour déposer sa motion, Castillo a annoncé la dissolution du Congrès et a décrété un couvre-feu immédiat. Quelques instants après le discours de Castillo, plusieurs ministres ont démissionné de son gouvernement, dont la Première ministre Betssy Chávez. La Cour constitutionnelle a publié une déclaration : "Personne ne doit obéissance à un gouvernement usurpateur et M. Pedro Castillo a fait un coup d'État inefficace. Les forces armées sont habilitées à rétablir l'ordre constitutionnel." Les forces armées ont également publié une déclaration rejetant les actions de Castillo et appelant au maintien de la stabilité au Pérou. Rejetant les actions de Castillo pour dissoudre le corps législatif, le Congrès s'est réuni et a voté pour destituer Castillo de ses fonctions en raison de "l'incapacité morale" avec 101 voix pour, 6 contre et 10 abstentions. Il a été annoncé que la première vice-présidente Dina Boluarte, qui a rejeté les actions de Castillo, prêterait serment pour la présidence à 15 h 0 PET. La vice-présidente de Castillo, Dina Boluarte, est entrée au Palais législatif (en) peu après 15 h 0 PET et a comparu devant le Congrès, où elle a ensuite prêté serment en tant que présidente du Pérou.

### Manifestations
Selon les partisans de Castillo,,, c'était le Congrès qui a réalisé le coup d'État contre le président, en raison de sa coalition d'opposition consolidant avec la droite politique. En plus, ils ont considéré Dina Boluarte comme un "traître", "le dictateur" et "l'usurpateur" après son accession ultérieure comme le nouveau président de la république,, basé sur la promesse du puis vice-président: "Si le président est libéré, j'irai avec le président". De cette façon, les partisans de l'ancien président ont encouragé la libération rapide de Castillo et une avance des élections.

## Évenements
Lors des manifestations du 15 décembre, des centaines de manifestants, certaines armés avec des révolvers et autres avec armes artisanales, se sont approchés de l'aéroport Coronel FAP Alfredo Mendívil Duarte, les forces armées péruviennes fermant l'aéroport en réponse, des affrontements se produisant peu de temps après,. Au total, quelque 6 000 manifestants sont descendus dans les rues d'Ayacucho selon le gouvernement régional. Certains manifestants ont été vus avec des lance-pierres et des pierres utilisées pour repousser les autorités alors qu'autres manifestants avec des armes à feu tiraient contre la police. Selon le médiateur péruvien, un hélicoptère utilisé par les forces armées a commencé à tirer des gaz lacrymogènes et des coups de feu sur les manifestants. Des groupes de défense des droits humains ont rapporté que des membres de l'armée péruvienne ont été vus en train de tirer sur des civils qui manifestaient à Ayacucho. Selon El País, "le massacre a eu lieu autour de l'aéroport Alfredo Mendívil Duarte. Comme on peut le voir dans les vidéos diffusées par les voisins, tous les militaires n'ont pas tiré en l'air. La preuve en est les sept morts et 52 blessés" , le journal rapportant que l'étiquette de terruco (en) a été placée sur les manifestants pour délégitimer leurs actions. Le premier décès est survenu à Ñahuinpuquio et après avoir entendu les premiers rapports faisant état de civils tués par les forces armées, les manifestants ont incendié un bâtiment du ministère public local dans la région.
Les blessés ont été envoyés pour traitement au réseau Huamanga et à l'hôpital régional d'Ayacucho. À 23 h 30 PET , une "alerte rouge" a été déclarée par les autorités sanitaires de la région, obligeant le personnel de santé à rester dans les centres de traitement pour soigner les blessés. La réponse des autorités a provoqué l'effondrement des systèmes hospitaliers de la ville, les manifestants souffrant de blessures par balle étant soignés dans des unités de triage de fortune, le système de santé régional déclarant "Compte tenu de l'admission de plus de blessés, les tentes ont été agrandies permettant la prise en charge et l'observation des patients, afin de garantir leur prise en charge". Selon la Direction Régionale de la Santé d'Ayacucho, 4 individus auraient initialement été tués. La Direction régionale de la santé d'Ayacucho révisera plus tard leurs chiffres, indiquant que 7 personnes ont été tuées et 52 autres ont été blessées.
Les citoyens d'Ayacucho ont répondu au massacre par un cacerolazo à minuit le matin du 16 décembre, frappant des pots pour protester contre l'armée.

## Conséquences
La Coordinadora Nacional de Derechos Humanos (en) (CNDDHH) a condamné l'utilisation d'"armes de guerre" contre les manifestants, l'ONG partageant une vidéo des autorités utilisant des armes à feu automatiques contre les manifestants. L'Association nationale des journalistes du Pérou a dénoncé les actions de l'armée péruvienne, déclarant "[N]ous exprimons notre consternation face à la mort de 7 compatriotes à Ayacucho. Nous déplorons les actions des forces armées dans ce contexte, nous exprimons notre solidarité avec le peuple d'Ayacucho qui a subi des décennies d'horreur, et nous exigeons que les responsabilités soient identifiées".
La présidente Dina Boluarte a exprimé ses condoléances pour le massacre, déclarant "Nous pleurons les pleurs des mères à Ayacucho et nous souffrons la douleur des familles dans tout le pays. Aujourd'hui, en un triste jour de violence, nous pleurons à nouveau la mort des péruviens. Ma profonde condoléances aux personnes endeuillées. Je réitère mon appel à la paix." Le gouvernement d'Ayacucho a répondu, accusant le gouvernement Boluarte du massacre, exigeant que la présidente et ses ministres "démissionnent immédiatement de leurs fonctions" et ont déclaré "Nous exigeons l'arrêt immédiat de l'utilisation des armes à feu et la répression par les forces armées et la police nationale péruvienne contre notre population, nous condamnons tout acte de vandalisme." Le gouverneur d'Ayacucho Carlos Rua a également critiqué l'état d'urgence et le couvre-feu, déclarant "Nous devons être très prudents avec la publication de ce type de décrets qui, à la fin, généreront plus de morts", tout en disant que l'armée était responsable des morts à Ayacucho.